# Kawambwa (Distrikt)

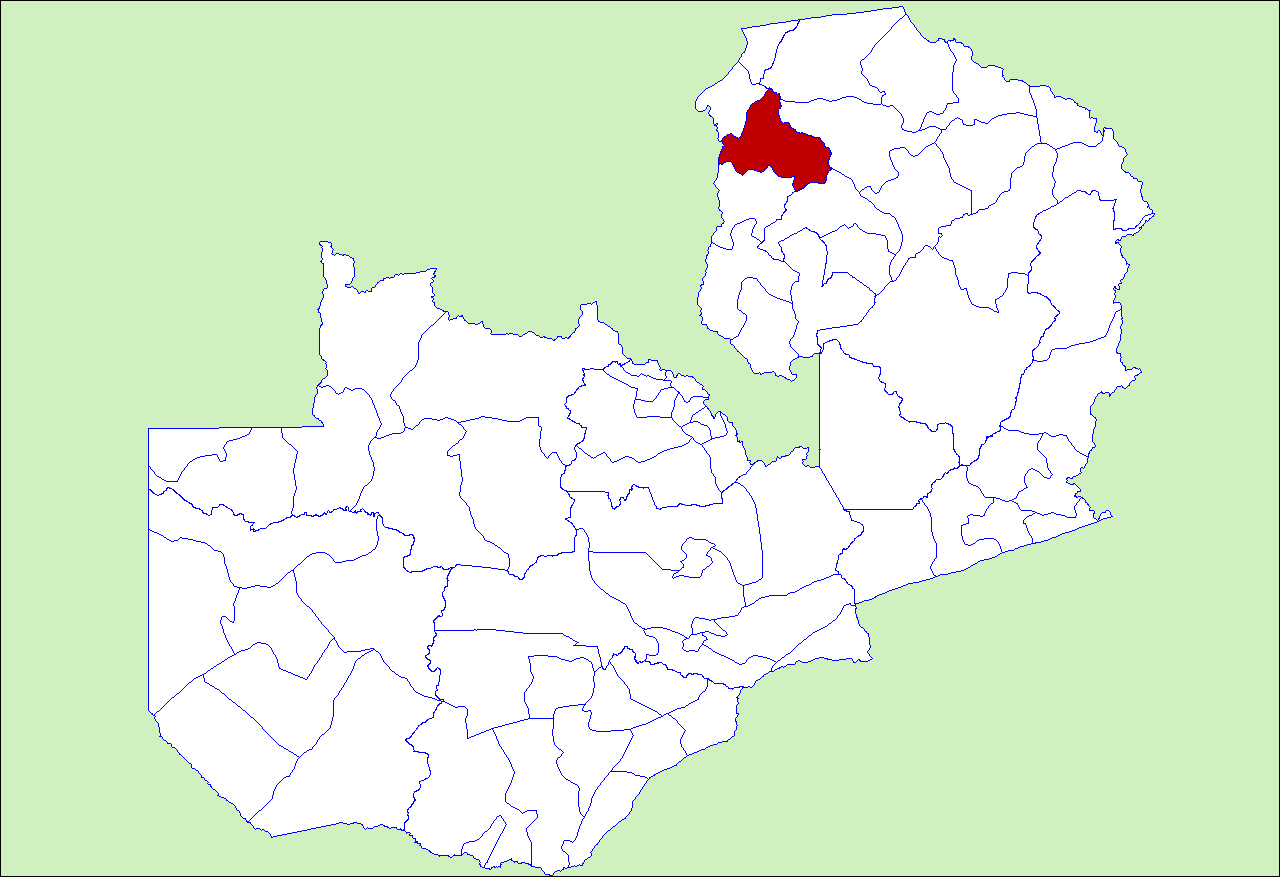
Ehemalige Ausdehnung des Distriktes bis zur Abspaltung des Distriktes Mwansabombwe

Kawambwa ist einer von zwölf Distrikten in der Provinz Luapula in Sambia. Der Distrikt hat eine Fläche von 8101 km² und es leben 123.650 Menschen (2022) in ihm. Seine Hauptstadt ist Kawambwa.

## Entwicklung
Kawambwa hatte bis 2012 eine größere Ausdehnung. Der damalige Präsidenten Michael Sata gegründete eine Vielzahl an neuen Distrikten. Im Sommer 2012 wurde von ihm der Distrikt Mwansabombwe abgespalten. Zuvor wurde bereits 1997 der Distrikt Nchelenge von Kawambwa abgespaltet.

## Geografie
Der Distrikt liegt im Norden des Landes. Angrenzende Distrikte sind im Norden Nchelenge und Kaputa, im Osten Mporokoso, Lunte und Luwingu, im Süden Lupososhi und Chipili, und im Westen Mwansabombwe. Die Ostgrenze wird von dem Fluss Kalungwishi und ein Teil der Westgrenze von dem Fluss Ngona gebildet. Einen Teil der Südgrenze bildet der Luongo, der auch in Kawambwa entspringt, ebenso wie der Lupoposhi.
Kawambwa ist in 14 Wards aufgeteilt:
- Chibote
- Chimpili
- Fisaka
- Ilombe
- Iyanga
- Kabanse
- Kawambwa
- Luena
- Luongo
- Mulunda
- Ng'ona
- Ntumbachushi
- Pambashe
- Senga

## Wirtschaft
Die Region um Kawambwa ist agrarisch geprägt. 2006 hieß ein Slogan: „Frei von Armut bis 2030“. Entwicklungsziel ist, dass die Kleinbauern weniger Mais und Kassava anbauen, dafür mehr Paprika u. a. Gemüse, Soja und Pilze, mithin Agrarprodukte, die auf dem Markt höhere Preise erzielen. Die Versorgung mit Saatgut und Mineraldünger ist aufgrund verwaltungstechnischer und logistischer Probleme weiterhin schwierig; vielen Kleinbauern erscheint das Investitionsrisiko zu hoch, zumal sie dafür i. d. R. einen Kredit zu hohen Zinsen aufnehmen müssten.